# Кинцелсау
Кинцелсау (њем. Künzelsau) град је у њемачкој савезној држави Баден-Виртемберг. Једно је од 16 општинских средишта округа Хоенлое. Према процјени из 2010. у граду је живјело 14.925 становника. Посједује регионалну шифру (AGS) 8126046.

## Географски и демографски подаци
Кинцелсау се налази у савезној држави Баден-Виртемберг у округу Хоенлое. Град се налази на надморској висини од 218 метара. Површина општине износи 75,2 km². У самом граду је, према процјени из 2010. године, живјело 14.925 становника. Просјечна густина становништва износи 199 становника/km².

## Међународна сарадња
| Мјесто    | Држава               | Врста сарадње | Од    |
| --------- | -------------------- | ------------- | ----- |
| Фермана   | Уједињено Краљевство | контакт       | 2000. |
| Јивескиле | Финска               | контакт       | 2000. |
| Вентспилс | Летонија             | контакт       | 2000. |
| Келмес    | Литванија            | контакт       | 2000. |
| Лимерик   | Ирска                | партнерство   | 1990. |
|           | Француска            | партнерство   | 1991. |
| Марцали   | Мађарска             | партнерство   | 1992. |
| Извор     |                      |               |       |